# Nixon-doktrína

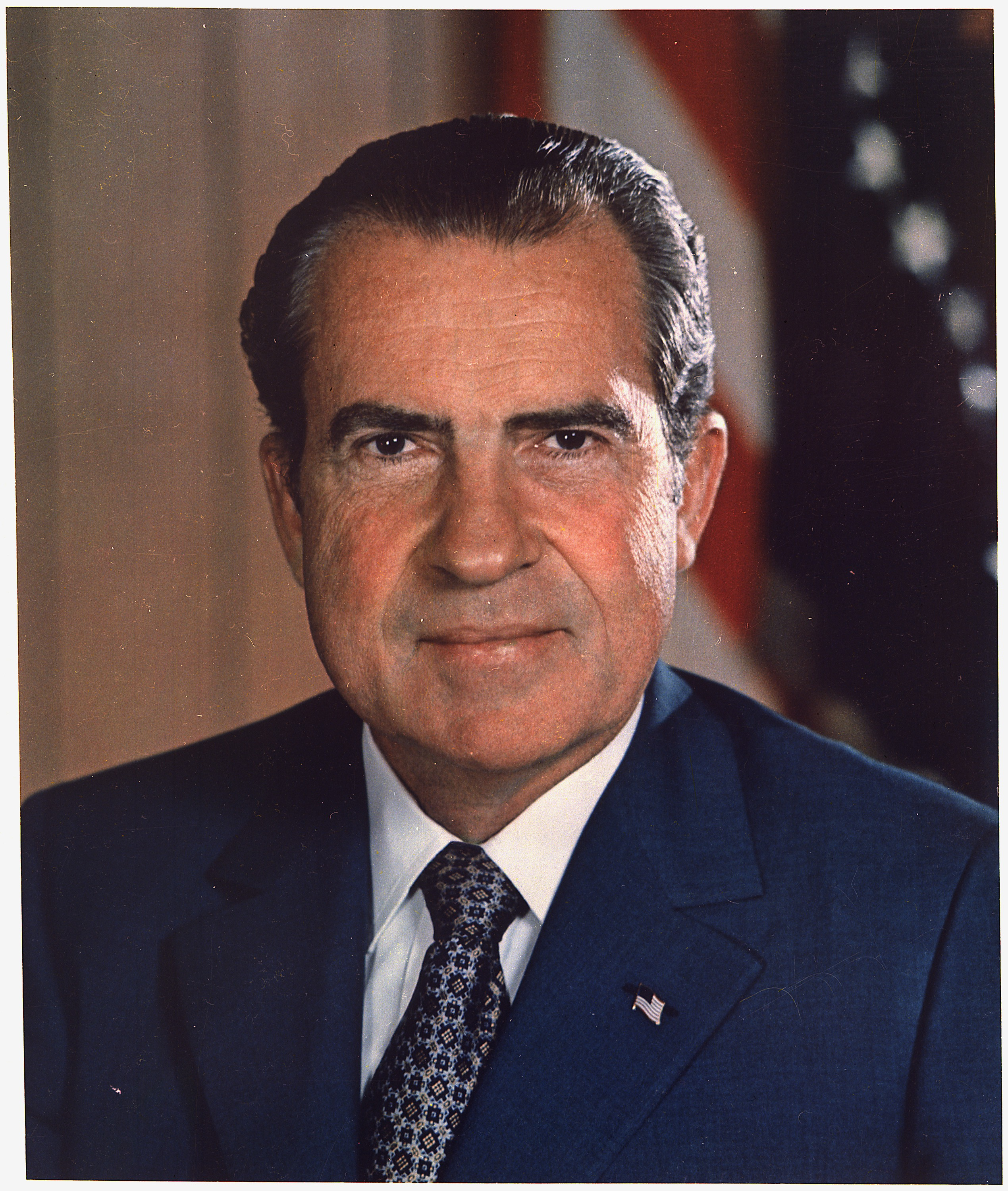
Richard Nixon

A Nixon-doktrínát Richard Nixon amerikai elnök 1969. július 25-én hirdette
meg egy Guamon tartott sajtókonferencián.
Nixon szerint eddig a pontig az Amerikai Egyesült Államok a kommunizmus ellen harcoló szövetségeseit pénzzel, hadianyaggal és katonákkal egyaránt támogatta, ezt követően azonban azon országok, melyek részesülnek a gazdasági és katonai támogatásban, maguknak kell biztosítsák a megfelelő csapatlétszámot.
E ponttól kezdődött el a vietnamizáció folyamata a vietnámi háborúban.
Ily módon USA az amerikai közvélemény számára elviselhető áron tudta megőrizni képességét a világ pontjain történő további beavatkozásokhoz.
Bár az új irányvonal hátterében főként a vég nélkülinek látszó, tetemes anyagi és emberáldozatot követelő és – nem utolsósorban – belpolitikai viharokat okozó vietnámi háború állt, a megfogalmazott stratégia nem kizárólag Vietnámra vonatkozott. Nixon szintén ebben az időben kezdte el az iráni sah felfegyverzését is.

## Külső hivatkozások
- Nixon amerikai néphez intézett beszéde, amelyben kifejti a doktrína pontjait 1969. november 3. (angolul)